# Алмина (Висконсин)
Алмина (енгл. Almena) град је у америчкој савезној држави Висконсин.

## Демографија
По попису из 2010. године број становника је 677, што је 43 (-6,0%) становника мање него 2000. године.
| Група             | 2000.       | 2010.       |
| Белци             | 694 (96,4%) | 649 (95,9%) |
| Афроамериканци    | 1 (0,1%)    | 1 (0,1%)    |
| Азијати           | 0 (0,0%)    | 2 (0,3%)    |
| Хиспаноамериканци | 11 (1,5%)   | 5 (0,7%)    |
| Укупно            | 720         | 677         |